# José Antonio Miranda
Pour les articles homonymes, voir Miranda.
José Antonio Miranda Boacho, abrégé José Antonio Miranda et surnommé Josete, né le 22 juillet 1998 à Getafe en Espagne, est un footballeur international équatoguinéen. Il évolue au poste de milieu de terrain au Niki Volos, en prêt du Getafe CF B.

## Carrière

### En équipe nationale
José Antonio Miranda honore sa première sélection en équipe de Guinée équatoriale le 26 mars 2015, lors d'un match amical contre l'Égypte (défaite 2-0).
Il inscrit son premier but avec la Guinée équatoriale le 4 septembre 2016, contre le Soudan du Sud, lors d'un rencontre rentrant dans le cadre des éliminatoires de la Coupe d'Afrique des nations 2017 (victoire 4-0).

## Statistiques
| Saison                | Club                  | Championnat           | Championnat | Championnat | Coupe(s) nationale(s) | Coupe(s) nationale(s) | Guinée équatoriale | Guinée équatoriale | Total | Total |
| Saison                | Club                  | Division              | M.          | B.          | M.                    | B.                    | M.                 | B.                 | M.    | B.    |
| 2014-2015             | Getafe CF B           | Segunda División B    | 1           | 0           | -                     | -                     | 4                  | 0                  | 5     | 0     |
| 2015-2016             | Getafe CF B           | Segunda División B    | 22          | 1           | -                     | -                     | 4                  | 0                  | 26    | 1     |
| 2016-2017             | Getafe CF B           | Tercera División      | 17          | 0           | -                     | -                     | 1                  | 1                  | 18    | 1     |
| Total sur la carrière | Total sur la carrière | Total sur la carrière | 23          | 1           | -                     | -                     | 9                  | 1                  | 32    | 2     |